# غيل كوب
غيل كوب (بالإنجليزية: Gail A. Cobb)‏ هي ضابطة شرطة أمريكية، ولدت في 17 أغسطس 1950، وتوفيت في 20 سبتمبر 1974 في واشنطن العاصمة في الولايات المتحدة.